# Gustaf Rudolf Abelin
Gustaf Rudolf Abelin (i riksdagen kallad Abelin i Kvillinge), född 17 maj 1819 i Linköping, död 19 september 1903 i Kvillinge församling, Östergötlands län, var en svensk generallöjtnant, Sveriges krigsminister, samt riksdagsledamot (första kammaren) 1871–1898.

## Biografi

### Uppväxt
Abelin var son till borgmästaren i Linköping Zacharias Abelin (1774–1849) och Henrika Karolina Lodin. Han var bror till en av pediatrikens första vetenskapsmän i landet, Hjalmar August Abelin och hovjägmästare Karl Johan Zacharias Abelin. Gustaf Rudolf Abelin gifte sig 1863 med Charlotta Emerentia Karolina Zethelius (född 1841 i Torshälla, död 1924 i Jakobs församling, kyrkobokförd i Hedvig Eleonora församling), dotter till brukspatronen Carl Zethelius och Charlotta Catharina Granath. Abelin var far till pomologen Rudolf Abelin (1864–1961) och Carolina Abelin (född 1866).

### Karriär
Abelin ingick vid arton års ålder som volontär vid Första livgrenadjärregementet och avlade under följande åren student- och officersexamina. 1839 utnämndes han till underlöjtnant vid Närkes regemente, där han blev löjtnant 1846, regementskvartermästare 1850 och kapten 1855. År 1862 befordrades han till överstelöjtnant vid Södra skånska infanteriregementet.
Under de följande åren arbetade han som ledamot i flera kommittéer, bland annat i den som tillsattes för att avge förslag till bakladdningsgevär för armén.
1867 förflyttades han till överste och chef för Norra skånska infanteriregementet, men redan samma år utnämndes han till generalmajor i armén samt kallades till statsråd och chef för lantförsvarsdepartementet och var Sveriges krigsminister 1867–1871. På grund av 1867 års riksdags anhållan, att ett förslag till härordning måtte uppgöras på en sådan grund, "att svenska armén skulle bestå av stam, innefattande befäl och trupp, samt beväring", utarbetade Gustaf Rudolf Abelin ett sådant till 1869 års riksdag, men det vann inte riksdagens bifall. Han framlade därefter för lagtima riksdagen 1870 samt för lag- och urtima riksdagarna 1871 olika modifikationer av sitt första förslag, men inte heller någon av dessa blev i sin helhet antagen av båda kamrarna. Däremot bifölls på lagtima riksdagen 1871 det viktigaste av det som det förslag som framlagts för riksdagen innehöll rörande artilleriets och fortifikationstruppernas organisation.
Efter urtima riksdagens beslut utnämndes Gustaf Rudolf Abelin till generallöjtnant och återgick till chefskapet för Norra skånska infanteriregementet. 1872–1887 var han generalbefälhavare i andra militärdistriktet och deltog 1874–1875 i kommittén för uppgörande av förslag till övergång till ny härordning. 1887 blev Abelin generallöjtnant i generalitetets reserv.

### Sista tiden
Abelin var 1871–1898 ledamot av Första kammaren för Östergötlands län och satt därunder i försvarsutskottet 1875, 1877, 1878 och 1883 samt var 1895 ledamot av hemliga utskottet. Sedan 1867 var han ledamot av första klassen Krigsvetenskapsakademien, och år 1900 tog han avsked ur krigstjänsten. Han var även ordförande i Göta kanals styrelse 1881–1901 och ordförande i styrelsen för Motala Verkstad 1883–1891.

## Utmärkelser
- Riddare och kommendör av Kungl. Maj:ts orden, 1 december 1886.[4]
- Kommendör med stora korset av Svärdsorden, 29 juli 1869.[5]
- Storkorset av Danska Dannebrogorden, senast 1903.[4]
- Riddare av storkorset av Italienska kronorden, senast 1903.[4]
- Riddare av första klassen av Preussiska Röda örns orden, senast 1903.[4]